# رودنی دا روسا
رودنی دا روسا (به پرتغالی: Rudnei da Rosa) هافبک اهل برزیل است که در شهر فلوریانوپلیس و در تاریخ ۷ اکتبر ۱۹۸۴ به دنیا آمده‌است.
رودنی دا روسا در تیم‌های فوتبال Figueirense سابقهٔ حضور دارد.